# ディスカヴァリー (競走馬)
ディスカヴァリー（Discovery、1931年 - 1958年）は、アメリカ合衆国のサラブレッドの競走馬、および種牡馬。ブルックリンハンデキャップとホイットニーハンデキャップの3連覇を達成し、1935年のアメリカ年度代表馬に選ばれた。1969年にアメリカ競馬殿堂入りを果たしている。

## 経歴

### 若駒時代
ケンタッキー州レキシントンのメアワースファームで生まれた栗毛のサラブレッドである。父ディスプレイはプリークネスステークス優勝馬、母アリアドネは未勝利に終わったライトブリッジ産駒であった。
メリーランド州のライフファームを運営していたアドルフ・ポンズに所有され、ジョン・プライス調教師のもとで競走馬としてデビューした。2歳時のディスカヴァリーの戦績は目立ったものではなく、デビューから初勝利までに4戦を要した。ポンズ所有のもとで13戦したが、一般競走で2勝したのみで、ステークス競走ではケンタッキージョッキークラブステークスの2着が最高であった。
2歳シーズンの終わり頃に、ディスカヴァリーはアルフレッド・グウィン・ヴァンダービルト2世に25,000ドルで購入された。その後ヴァンダービルト所有のもとで調教師もJ・H・スタットラーに替わり、ピムリコ競馬場のウォルデンステークスで2着に入ったのを最後に2歳シーズンを終えた。
明けて3歳、ディスカヴァリーの年明け初戦はハヴァードグラス競馬場のチェサピークステークスで、ここでキャヴァルケードの3着に入った。その後しばらく、ディスカヴァリーはキャヴァルケードと何度も対戦していった。次のケンタッキーダービーでも両馬は対決し、6番人気で出走したディスカヴァリーは前につけて走っていたものの、最後の直線でキャヴァルケードに抜かれ、2馬身半差の2着に敗れた。続くプリークネスステークスでもハイクエストの3着（2着にキャヴァルケード）に敗れ、ベルモントステークスは出走が見送られた。その後もアメリカンダービーやアーリントンクラシックステークスなどでキャヴァルケードと対戦しているが、結局一度も先着することはできなかった。

### 古馬時代
同世代との対決では成果を上げられなかったものの、後に古馬と対戦するようになると、その実力が発揮されるようになっていった。
3歳の6月、まずブルックリンハンデキャップでは古馬を相手にしながら優勝、初のステークス競走勝ちを収めた。その後ホイットニーハンデキャップ、ロードアイランドハンデキャップなど主要なハンデキャップ競走で勝利を重ねていった。なかでも、ロードアイランドハンデキャップではダート9.5ハロン（約1911メートル）の世界レコードを樹立していた。
4歳シーズンの出だしは不調であったが、2度目のブルックリンハンデキャップから8連勝、ホイットニーハンデキャップも連覇した。特にマーチャンツ&シチズンズハンデキャップでは139ポンド（約63キログラム）を背負っての勝利であった。ディスカヴァリーのこのようなパフォーマンスに対して、いつしか「Iron Horse（アイアンホース）」という呼び名がつけられていた。この年は19戦11勝の戦績を挙げ、同年の最優秀ハンデキャップ馬、および年度代表馬に選出された。
翌年も現役を続行し、常に重い斤量を積みながらハンデキャップ競走に出走し続けた。3度目のブルックリンハンデキャップでは136ポンド（約61.5キログラム）を背負いながらも優勝、同競走の3連覇を達成した。このほかホイットニーハンデキャップも3連覇し、年末には最優秀ハンデキャップ馬の表彰を2年連続で受賞した。

## 引退後
ディスカヴァリーは5歳のシーズンをもって引退し、ヴァンダービルトが所有するメリーランド州ボルティモアのサガモアファームにて種牡馬となった。
ディスカヴァリーは1958年に死亡するまで、21年間種牡馬として活動したが、生涯に出したステークス競走勝ち馬は25頭とそれほど大きな結果を挙げることはできなかった。ルーザーウィーパー（1945年生・メトロポリタンハンデキャップ勝ちなど）やノックダウン（1943年生・サンタアニタダービー勝ちなど）などの後継種牡馬もいたが、その父系は現代ではほぼ残っていない。
しかし、ディスカヴァリーは父としてよりも母の父（ブルードメアサイアー）としての功績が大きかった。最も有名なものに、1943年生のゲイシャが産んだネイティヴダンサーがいる。同馬はケンタッキーダービー以外で負けなしの戦績を誇り、後にアメリカ殿堂馬となり、その血統は現在の世界的主流血統のひとつとなっている。このほか、ディスカヴァリーは以下のような著名な競走馬の母父となっている。
- ベッドオローゼズ - 1947年生・牝馬。メイトロンステークスなど。アメリカ殿堂馬。
- ヘイスティロード - 1951年生・牡馬。プリークネスステークスなど。
- ボールドルーラー - 1954年生・牡馬。プリークネスステークスなど。種牡馬として8度のリーディングサイヤー。アメリカ殿堂馬。
- インテンショナリー - 1956年生・牡馬。フューチュリティステークスなど。1959年アメリカ最優秀スプリンター。
- ヘキラク - 1953年生・牡馬。皐月賞など。

## 評価

### 主な勝鞍
※当時はグレード制未導入
1933年（2歳） 14戦2勝
2着 - ケンタッキージョッキークラブステークス、ウォルデンステークス
1934年（3歳） 16戦8勝
ポトマックハンデキャップ、ブルックリンハンデキャップ、ケナーステークス、ホイットニーハンデキャップ、ロードアイランドハンデキャップ
2着 - ケンタッキーダービー、アメリカンダービー、アーリントンクラシックステークス
1935年（4歳） 19戦11勝
ブルックリンハンデキャップ（連覇）、ホイットニーハンデキャップ（連覇）、マーチャンツ&シチズンズハンデキャップ、アーリントンハンデキャップ、ロードアイランドハンデキャップ、ホーソーンゴールドカップハンデキャップ、スターズ&ストライプスハンデキャップ
2着 - ナラガンセットスペシャル、サバーバンハンデキャップ
1936年（5歳） 14戦6勝
ブルックリンハンデキャップ（3連覇）、ホイットニーハンデキャップ（3連覇）、サラトガハンデキャップ、サンカルロスハンデキャップ、ウィルソンステークス
2着 - サラトガカップ、ナラガンセットスペシャル

### 年度代表馬
- 1935年 - アメリカ年度代表馬
- 1936年 - アメリカ最優秀ハンデキャップ牡馬

### 表彰
- 1969年 - アメリカ競馬名誉の殿堂博物館により、殿堂馬として選定される。
- 1999年 - ブラッド・ホース誌の選ぶ20世紀のアメリカ名馬100選において、第37位に選ばれる。
- アケダクト競馬場に、ディスカヴァリーの名を冠した「ディスカヴァリーハンデキャップ」が創設される。

## 血統表
| ディスカヴァリーの血統（マッチェム系 / Bend Or 4x5=9.38%、 St. Simon 5x5=6.25%、 Isonomy 母内5x5=6.25%） | ディスカヴァリーの血統（マッチェム系 / Bend Or 4x5=9.38%、 St. Simon 5x5=6.25%、 Isonomy 母内5x5=6.25%） | ディスカヴァリーの血統（マッチェム系 / Bend Or 4x5=9.38%、 St. Simon 5x5=6.25%、 Isonomy 母内5x5=6.25%） | （血統表の出典）  | （血統表の出典）  |
| 父 Display 1923 鹿毛 アメリカ                                                                            | 父の父Fair Play 1905 栗毛 アメリカ                                                                       | Hastings                                                                                                 | Spendthrift       | Spendthrift       |
| 父 Display 1923 鹿毛 アメリカ                                                                            | 父の父Fair Play 1905 栗毛 アメリカ                                                                       | Hastings                                                                                                 | Cinderella        |                   |
| 父 Display 1923 鹿毛 アメリカ                                                                            | 父の父Fair Play 1905 栗毛 アメリカ                                                                       | Fairy Gold                                                                                               | Bend Or           | Bend Or           |
| 父 Display 1923 鹿毛 アメリカ                                                                            | 父の父Fair Play 1905 栗毛 アメリカ                                                                       | Fairy Gold                                                                                               | Dame Masham       |                   |
| 父 Display 1923 鹿毛 アメリカ                                                                            | 父の母Cicuta 1919 鹿毛 イギリス                                                                          | Nassovian                                                                                                | William the Third | William the Third |
| 父 Display 1923 鹿毛 アメリカ                                                                            | 父の母Cicuta 1919 鹿毛 イギリス                                                                          | Nassovian                                                                                                | Veneration        |                   |
| 父 Display 1923 鹿毛 アメリカ                                                                            | 父の母Cicuta 1919 鹿毛 イギリス                                                                          | Hemlock                                                                                                  | Spearmint         | Spearmint         |
| 父 Display 1923 鹿毛 アメリカ                                                                            | 父の母Cicuta 1919 鹿毛 イギリス                                                                          | Hemlock                                                                                                  | Keystone          |                   |
| 母 Ariadne 1926 青鹿毛 アメリカ                                                                          | 母の父Light Brigade 1910 青鹿毛 イギリス                                                                 | Picton                                                                                                   | Orvieto           | Orvieto           |
| 母 Ariadne 1926 青鹿毛 アメリカ                                                                          | 母の父Light Brigade 1910 青鹿毛 イギリス                                                                 | Picton                                                                                                   | Hecuba            |                   |
| 母 Ariadne 1926 青鹿毛 アメリカ                                                                          | 母の父Light Brigade 1910 青鹿毛 イギリス                                                                 | Bridge of Sighs                                                                                          | Isinglass         | Isinglass         |
| 母 Ariadne 1926 青鹿毛 アメリカ                                                                          | 母の父Light Brigade 1910 青鹿毛 イギリス                                                                 | Bridge of Sighs                                                                                          | Santa Brigida     |                   |
| 母 Ariadne 1926 青鹿毛 アメリカ                                                                          | 母の母Adrienne 1919 栗毛 アメリカ                                                                        | His Majesty                                                                                              | Ogden             | Ogden             |
| 母 Ariadne 1926 青鹿毛 アメリカ                                                                          | 母の母Adrienne 1919 栗毛 アメリカ                                                                        | His Majesty                                                                                              | Her Majesty       |                   |
| 母 Ariadne 1926 青鹿毛 アメリカ                                                                          | 母の母Adrienne 1919 栗毛 アメリカ                                                                        | Adriana                                                                                                  | Hamburg           | Hamburg           |
| 母 Ariadne 1926 青鹿毛 アメリカ                                                                          | 母の母Adrienne 1919 栗毛 アメリカ                                                                        | Adriana                                                                                                  | Kildeer F-No.23-b |                   |

## 備考
1. ↑  この年はオマハがアメリカ三冠を達成していたが、同馬は最優秀3歳牡馬を受賞するにとどまった。これはアメリカの三冠馬では唯一のことであった。